# Glauco Marques
Glauco Marques é um ator, cantor, dublador e diretor brasileiro nascido em 4 de junho de 1985. Ele é mais conhecido por fazer a voz do personagem Roronoa Zoro, em One Piece, obra onde também atua como diretor.
Já participou de várias convenções de anime cultura pop japonesa em geral pelo Brasil, como o Anime Summit.
Marques se uniu aos dubladores Carol Valença (Monkey D. Luffy, em One Piece) e Adrian Tatini (Usopp, em One Piece) para criar o projeto Mitsubukai, um canal em que o trio conversa sobre dublagem e cultura pop em geral.
Em 2022, seguindo um desejo de ter Antônio Moreno como dublador do personagem Barba Branca (One Piece), Marques providenciou um estúdio para que o ator pudesse gravar todas as falas do personagem, o que ocorreu em dois finais de semana. Entretanto, a série nem ainda havia sido renovada para os arcos que continham o Barba Branca. Moreno estava com câncer no estômago, e provavelmente não duraria muito. Marques alugou um estúdio do próprio bolso para ter essas gravações que, posteriormente, foram autorizadas. O discurso final do personagem encaixou como um adeus do próprio ator, o que emocionou muitos fãs do anime.
Em fevereiro de 2025, assumiu a voz do personagem Lula Molusco do desenho Bob Esponja Calça Quadrada, substituindo o dublador Marcelo Pissardini.

## Papéis em dublagem
Roronoa Zoro – One Piece
Roronoa Zoro - Monstros: A Maldição do Dragão
Zamazu – Dragon Ball Super
Muzan Kibutsuji – Kimetsu no Yaiba
Pumba – O Rei Leão
Bill Cipher – Gravity Falls
Lula Molusco (3° Voz) – Bob Esponja Calça Quadrada
Nolan Kasenti - Ghost Force
Yone – League of Legends
Metal Bat – One Punch-Man
Yamato – Naruto Shippuden
Operário Jake – Divertida Mente
Yax – Zootopia
Padre Robert – A Bela e a Fera (2017)
Conselheiro Zé E – Soul
Giacomo – Luca
Astronauta Díaz – Lightyear
Mulligan – A Pequena Sereia (filme de 2023)
Kanyenke – Age of Empires III
Adam Brewer – Batman: Arkham Knight
“TAP” Milstein – Battlefield Hardline
Lazar Azoulay – Call of Duty: Black Ops Cold War
O Açougueiro – Call of Duty: Modern Warfare
Pai do Ash – Concrete Genie
Logan Brewer – CrossfireX: Operation Spectre
Luke Cage: Disney Infinity
Edenete – Far Cry 5
Alex – GRID
Raiden – Injustice 2, Mortal Kombat 1, Mortal Kombat X, Mortal Kombat 11
Capitão Bumerangue – LEGO DC Super-Vilões
Dr. Ian Malcolm – LEGO Jurassic Park
Mike – Resident Evil 4
Jacob – Rise of the Tomb Raider
Sirius – Tower of Fantasy
Omnis – Vampire: The Masquerade – Bloodhunt
Baek Yoonhoo – Solo Leveling
Fukuda – Aoashi

## Direção de dublagem:
Ghost of Tsushima
Detroit: Become Human
LEGO DC Super-Vilões
Horizon Zero Dawn
The Division 1 e 2
One Piece
One Piece (série live action) (co-direção com Carol Valença)
Monstros: A Maldição do Dragão